# Teselación de El Cairo

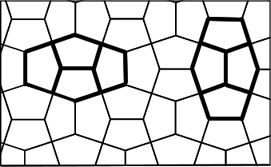
Teselación de El Cairo

Esta teselación aparece frecuentemente en las calles de El Cairo, Egipto y en los murales y arte islámico, de ahí su nombre.
El pentágono posee aquí 4 lados de la misma medida. Dos de sus ángulos son rectos, otros dos ángulos son de 108° y el último un ángulo es de 144°. Como para todo pentágono, la suma de sus ángulos es de 540°. 
- Datos: Q3063105
- Multimedia: Cairo pentagonal tiling / Q3063105